# Martensolasma
Genre
Martensolasma est un genre d'opilions dyspnois de la famille des Nemastomatidae.

## Distribution
Les espèces de ce genre sont endémiques du Mexique.

## Liste des espèces
Selon World Catalogue of Opiliones (24/04/2021) :
- Martensolasma catrina Cruz-López, 2017
- Martensolasma jocheni Shear, 2006

## Étymologie
Ce genre est nommé en l'honneur de Jochen Martens.

## Publication originale
- Shear, 2006 : « Martensolasma jocheni, a new genus and species of harvestman from Mexico (Opiliones: Nemastomatidae: Ortholasmatinae). » Zootaxa, no 1325, p. 191–198.